# Équipe des Kiribati de futsal
Maillots
L’équipe des Kiribati de futsal est une sélection contrôlée par la fédération des Kiribati de football (Kiribati Soccer Association) qui n'est pas membre de la FIFA, et ne participe donc pas aux grands tournois internationaux. 
Elle est cependant membre associé de l'OFC. Elle participe à la Coupe d'Océanie de Futsal, qui constitue l'éliminatoires de la Coupe du monde de futsal.

## Histoire
L'équipe n'a disputé qu'une seule Coupe d'Océanie de Futsal, en 2011. Elle se classe 7e de la compétition.
L'équipe des Kiribati n'a remporté qu'un seul match, celui pour la septième place, en perdant les 3 premiers matchs.

## Parcours en Coupe d'Océanie de Futsal
- 1992 à 2010 : Ne participe pas
- 2011 : (7e)
- 2013 à 2016 : Ne participe pas

## Entraîneurs
| Année(s)    | Carrière | Match | Victoire | Nul | Défaite | victoire en % |
| ----------- | -------- | ----- | -------- | --- | ------- | ------------- |
| Iosefa Pine | 2011     | 4     | 1        | 0   | 3       | 25            |

## Meilleurs buteurs des Kiribati

### 2011
- Bita Keakea 5 buts 4 sélections
- Tooma Teuaika 1 but 4 sélections
- Baunteraoi Kaiorake 1 but 4 sélections
- Teemai Riinga 1 but 4 sélections
- Kireata Sosene 1 but 4 sélections

## Matchs par adversaire
| Date        | Lieu       | Équipe   | Résultat | Adversaire       |
| ----------- | ---------- | -------- | -------- | ---------------- |
| 16 mai 2011 | Suva Fidji | Kiribati | 2 - 9    | Vanuatu          |
| 17 mai 2011 | Suva Fidji | Kiribati | 1 - 21   | Nouvelle-Zélande |
| 18 mai 2011 | Suva Fidji | Kiribati | 3 - 22   | Fidji            |
| 19 mai 2011 | Suva Fidji | Kiribati | 3 - 2    | Tuvalu           |

### Nations rencontrées
| Adversaire       | Joués | Victoires | Matchs nuls | Défaites | Buts pour | Buts contre |
| ---------------- | ----- | --------- | ----------- | -------- | --------- | ----------- |
| Tuvalu           | 1     | 1         | 0           | 0        | 3         | 2           |
| Nouvelle-Zélande | 1     | 0         | 0           | 1        | 1         | 21          |
| Fidji            | 1     | 0         | 0           | 1        | 3         | 22          |
| Vanuatu          | 1     | 0         | 0           | 1        | 2         | 9           |

## Bilan
| Rang | Équipe   | Pts | J | G | N | P | Bp | Bc | Diff |
| ---- | -------- | --- | - | - | - | - | -- | -- | ---- |
| #    | Kiribati | 3   | 4 | 1 | 0 | 3 | 9  | 54 | -45  |